# Вустер (Њујорк)
Вустер (енгл. Worcester) насељено је место без административног статуса у америчкој савезној држави Њујорк.

## Демографија
По попису из 2010. године број становника је 1.113.
| Група             | 2000.    | 2010.         |
| Белци             | 0 (0,0%) | 1.040 (93,4%) |
| Афроамериканци    | 0 (0,0%) | 7 (0,6%)      |
| Азијати           | 0 (0,0%) | 2 (0,2%)      |
| Хиспаноамериканци | 0 (0,0%) | 49 (4,4%)     |
| Укупно            | 0        | 1.113         |